# Fotografía nocturna

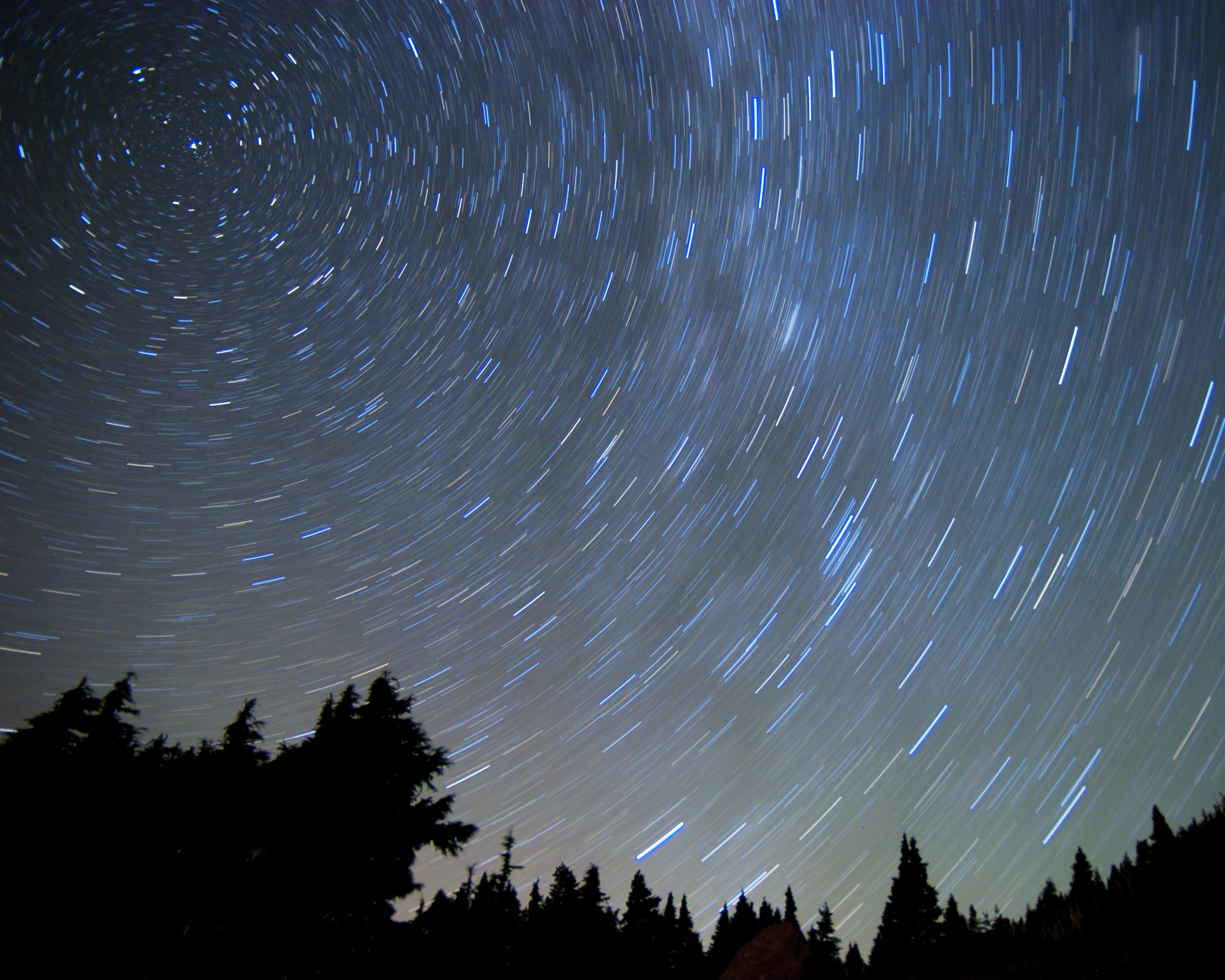
Una imagen de larga exposición donde se aprecia un rastro de estrellas en el cielo nocturno sobre el bosque nacional Monte Hood, Washington, mirando hacia el norte a 2.000

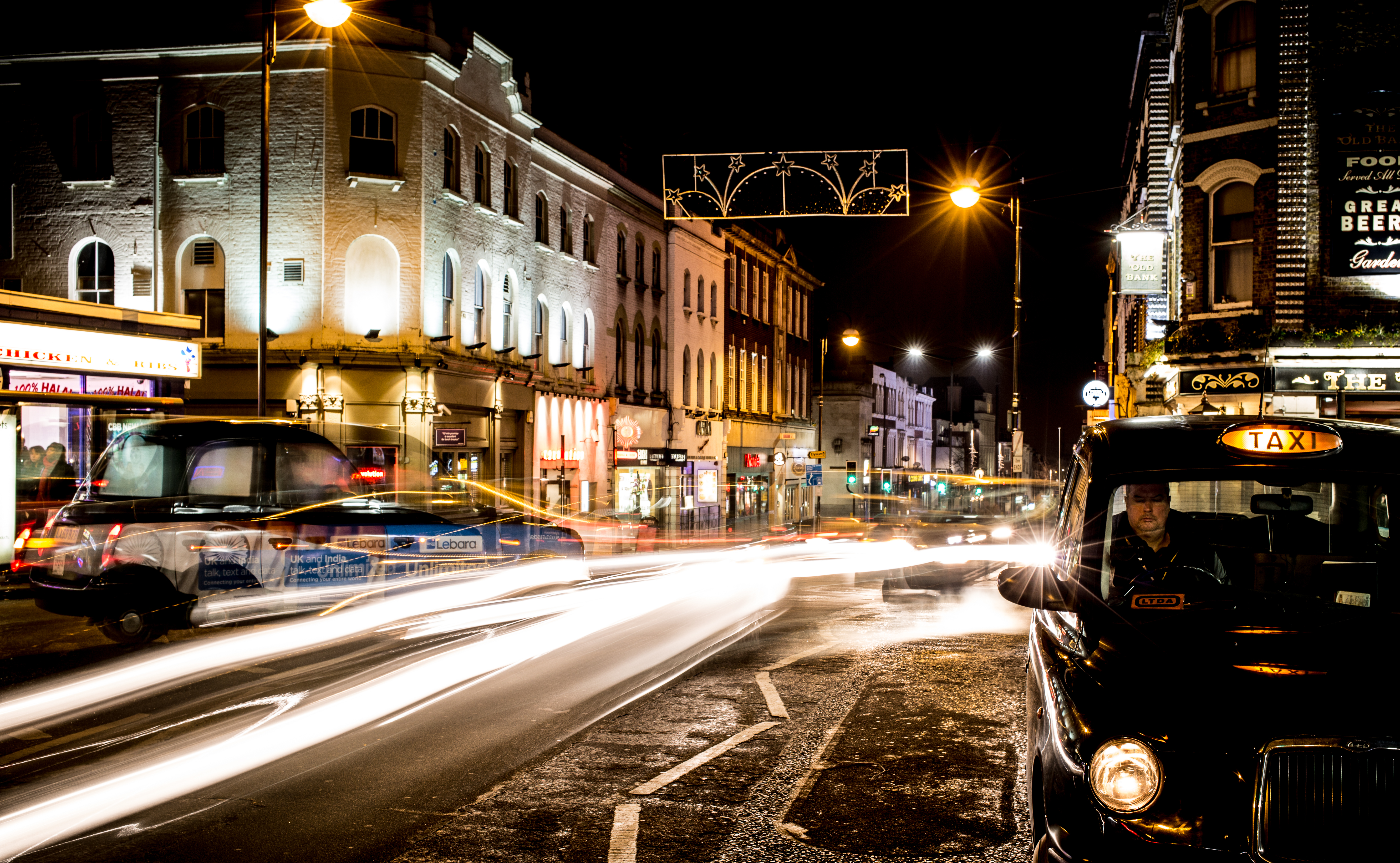
Un taxi a pie de una estación de ferrocarril en Sutton, Londres.

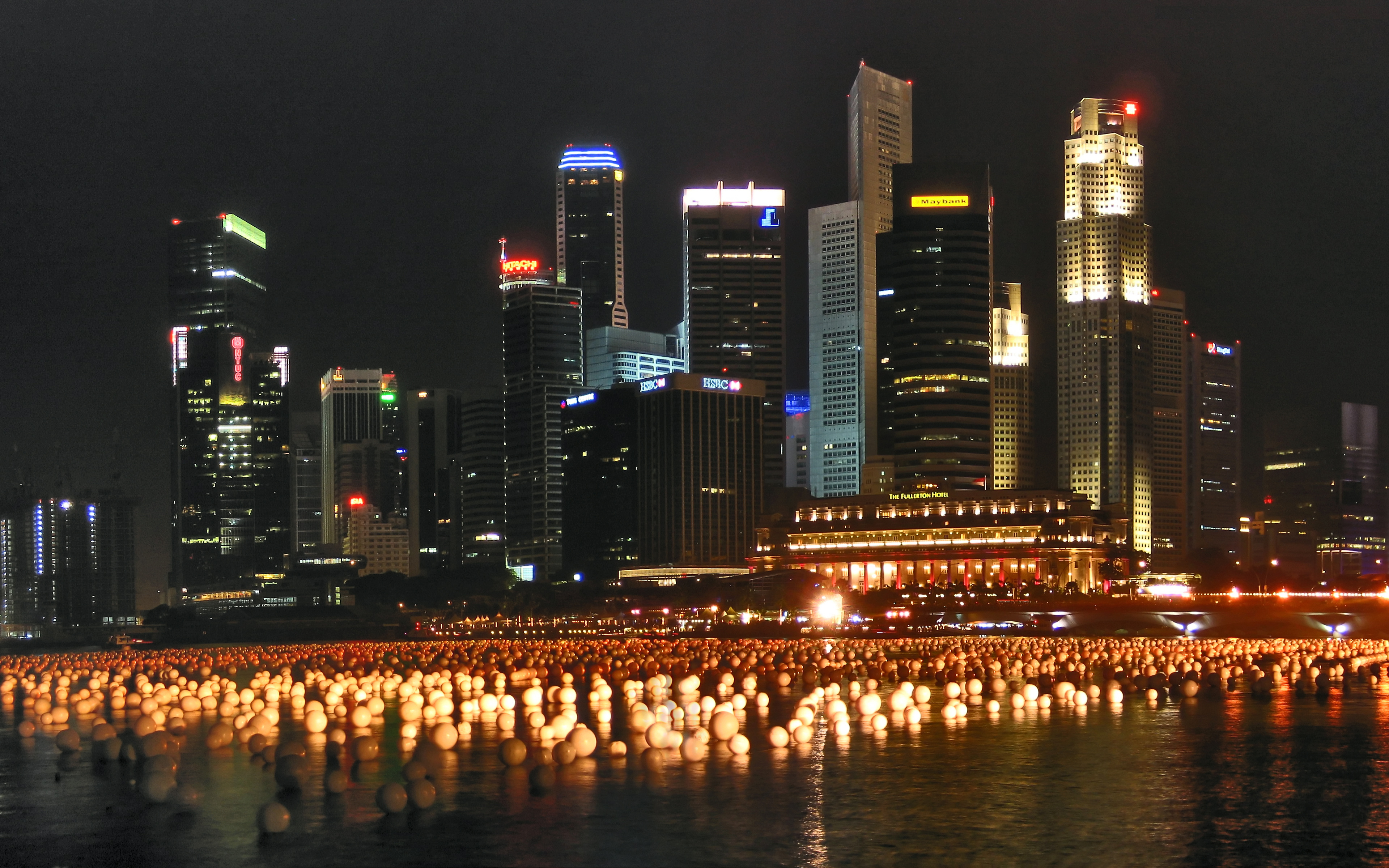
El skyline de Singapur por la noche.

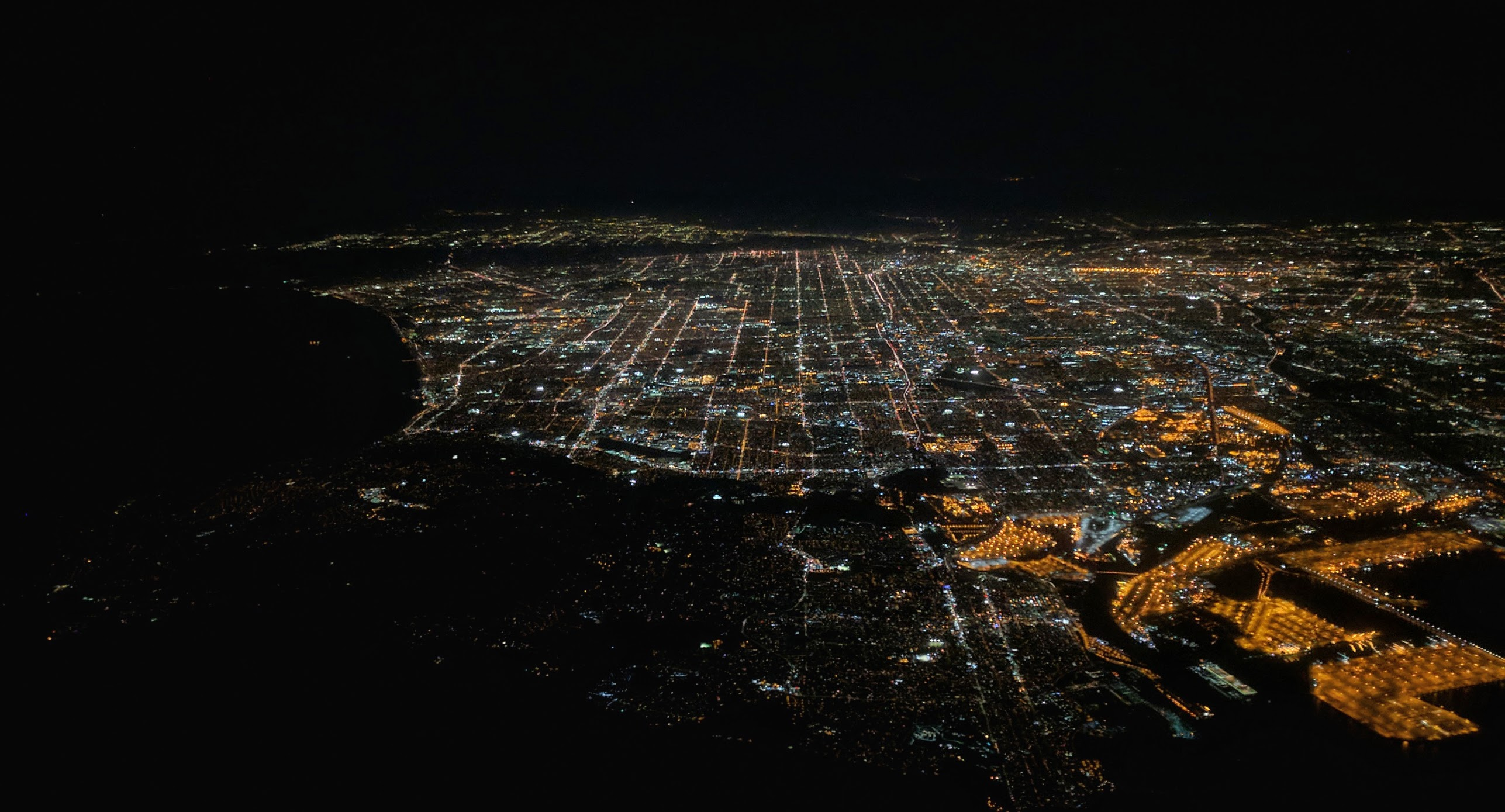
Fotografía aérea del condado de Los Ángeles por la noche.

La fotografía nocturna es la actividad de capturar fotos al aire libre durante la noche, entre el ocaso y el alba. Los fotógrafos nocturnos generalmente pueden elegir entre usar iluminación artificial y usar una exposición prolongada, exponiendo la toma durante segundos, minutos o incluso horas para dar a la película fotosensible (si es analógico) o a un sensor de imagen (digital) el tiempo suficiente para capturar la imagen deseada. 
A pesar de la necesidad imperiosa de luz para la fotografía (de ahí viene la propia palabra), gracias al mejoramiento de las películas de alta velocidad, los sensores digitales de mayor sensibilidad, los lentes de gran apertura y la cada vez mayor eficiencia de la iluminación urbana, se abren nuevas posibilidades para la fotografía nocturna y con resultados superiores.

## Historia
Desde el nacimiento de la fotografía hubo intentos de captar fotografía nocturna, a pesar de los larguísimos tiempos de exposición en los primeros procesos fotográficos.
El primer intento conocido de astrofotografía fue en 1839 por el francés Louis Daguerre, el inventor del daguerrotipo, quien intentó fotografiar la Luna. Los errores de seguimiento al guiar el telescopio durante la prolongada exposición provocaron que la Luna saliese en la foto como un punto de luz borroso e indistintinguible.
John William Draper, profesor de química de la Universidad de Nueva York, médico y experimentador científico, logró hacer la primera fotografía exitosa de la luna un año más tarde, el 23 de marzo de 1840, tomando una imagen de daguerrotipo con una duración de 20 minutos usando un telescopio reflector de 13 cm.
El uso creciente del alumbrado público a lo largo de la segunda mitad del siglo XIX permitió capturar escenas nocturnas a pesar de los largos tiempos de exposición de los equipos de la época.
Los desarrollos en iluminación, especialmente a través del uso de electricidad, coincidieron en tiempo con el acortamiento de los tiempos de exposición, y ya a principios del siglo XX, los periódicos y revistas mostraban vistas nocturnas de calles urbanas iluminadas o lugares de diversión como Coney Island.
A principios de 1900, fotógrafos notables como Alfred Stieglitz y William Fraser comenzaron a trabajar de noche. La primera fotógrafa nocturna conocida es Jessie Tarbox Beals. Los primeros fotógrafos conocidos por haber producido una extensa obra fotográfica nocturna fueron Brassaï y Bill Brandt. En 1932, Brassaï publicó Paris de Nuit, un fotolibro en blanco y negro de las calles de París por la noche. Durante la Segunda Guerra Mundial, el fotógrafo británico Brandt aprovechó las condiciones de apagón para fotografiar las calles de Londres a la luz de la luna.
La fotografía nocturna encontró a varios practicantes nuevos en los años 1970, comenzando con las fotografías en blanco y negro que Richard Misrach hizo de la flora del desierto (1975-77). Joel Meyerowitz realizó estudios luminosos en color de gran formato de Cape Cod al anochecer que fueron publicados en su influyente libro, Cape Light (1979). Las fotografías en color crepuscular de Jan Staller (1977–84) de zonas abandonadas de la ciudad de Nueva York capturaron visiones asombrosas del paisaje urbano iluminado por el resplandor del alumbrado de vapor de sodio.
En los años 1990, el fotógrafo británico Michael Kenna se consideró como el fotógrafo nocturno de mayor éxito comercial. Sus paisajes en blanco y negro se situaban con mayor frecuencia entre el anochecer y el amanecer en lugares que incluían San Francisco, Japón, Francia e Inglaterra. Algunos de sus proyectos más memorables representan la planta del río Rouge (Rouge River plant) de Ford Motor Company, la central eléctrica Ratcliffe-on-Soar (Ratcliffe-on-Soar Power Station) en Tierras Medias, Inglaterra y muchos de los campos de concentración nazis repartidos por Alemania, Francia, Bélgica, Polonia y Austria.
Durante el comienzo del siglo XXI, la popularidad de las cámaras digitales hizo mucho más fácil para los fotógrafos principiantes comprender las complejidades de la fotografía nocturna. Hoy en día, hay cientos de sitios web dedicados a la fotografía nocturna.

## Temática
Los temas comunes de la fotografía nocturna incluyen:
- Astrofotografía (cuerpos celestes como la Luna, las estrellas y sus sendas...)
- Panorama urbano de las ciudades (skylines)
- Fábricas y áreas industriales, particularmente aquellas que están muy iluminadas y emiten humo, vapor u otro aerosol.
- Fuegos artificiales
- Vida nocturna, clubs, conciertos...
- Cuevas iluminadas
- Carreteras con o sin coches
- Edificios abandonados u otras estructuras artificiales solo iluminados por el claro de luna
- Cuerpos de agua que reflejan la luz de la luna o las luces de la ciudad: lagos, ríos, canales, etc.
- Rayos durante tormentas eléctricas
- Aurora, luces boreales (del norte) o australes (del sur)
- Lava
- Parques de atracciones
- Aeronaves encendidas
- Bioluminiscencia

## Técnica y equipamiento

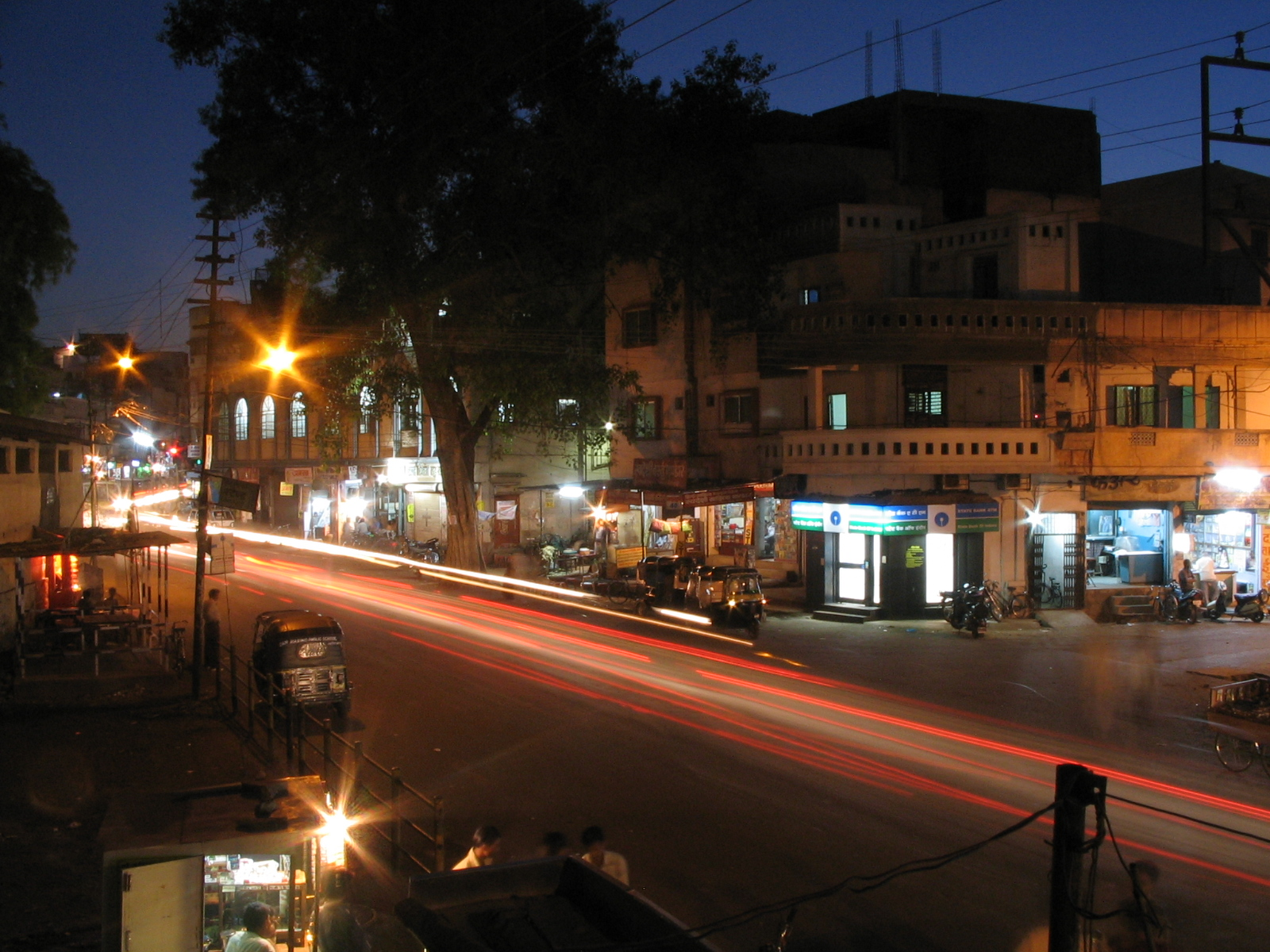
Un tiempo de exposición prolongado hace que las luces de los automóviles en movimiento rayen esta imagen.

Las siguientes técnicas y equipos se utilizan generalmente en fotografía nocturna.
- Un trípode para que la cámara no se mueva en los largos tiempos de exposición. Alternativamente, se puede colocar sobre un objeto plano y estable,
- Un disparador remoto o un temporizador para evitar el movimiento de la cámara cuando se abra el obturador.
- Enfoque manual, ya que los sistemas de enfoque automático generalmente funcionan mal en condiciones de poca luz. Las cámaras digitales más nuevas incorporan un modo Live View que a menudo permite un enfoque manual muy preciso.
- Un cronómetro o temporizador remoto, para medir exposiciones muy largas donde se usa la configuración bulb.
- Una lente de amplia apertura, preferiblemente una asférica que pueden minimizar el coma.
- Un teléfono inteligente con un modo de fotografía nocturna, como el «modo nocturno» en teléfonos Huawei, Samsung Galaxy, iPhone 11 Pro, o Night Sight en teléfonos Google Pixel.

### Exposiciones prolongadas y flashes múltiples
La técnica de exposición prolongada de múltiples flashes es un método de fotografía nocturna o con poca luz que utiliza una unidad de flash móvil para exponer varias partes de un edificio o interior utilizando una exposición prolongada.
Esta técnica a menudo se combina con el uso de geles de colores en el flash para proporcionar luces de diferentes colores para iluminar al sujeto de diferentes maneras. También es común flashear la unidad varias veces durante la exposición mientras se intercambian los colores de los geles para mezclar los colores en la foto final. Esto requiere un poco de habilidad y mucha imaginación, ya que no es posible ver cómo se verán los efectos hasta que se complete la exposición. Al usar esta técnica, el fotógrafo puede iluminar partes específicas del sujeto en diferentes colores creando sombras de formas que normalmente no serían posibles.

### Pintar con luz
Cuando se utiliza el equipo correcto, con un trípode y un disparador remoto, el fotógrafo puede usar exposiciones largas para fotografiar imágenes de luz. Por ejemplo, al fotografiar un sujeto, intente cambiar la exposición a manual y seleccione el modo bulb en la cámara. Una vez hecho esto, dispare el obturador y fotografíe a su sujeto moviendo una linterna o cualquier foco de luz pequeño en varios patrones. Experimente con este resultado para producir resultados artísticos. Usualmente se necesitan múltiples intentos para producir el resultado deseado.

### ISO alta
Los sensores de imagen avanzados junto con el sofisticado procesamiento de software hacen posible la fotografía con poca luz con ISO alto sin trípode o exposición prolongada. Las cámaras réflex digitales tienen sensores APS-C de gama alta y cámaras DSLR de fotograma completo que tienen un rango dinámico muy grande y alta sensibilidad, lo que los hace capaces de fotografía nocturna. Estas cámaras de sensores grandes pueden recolectar más luz que los sensores más pequeños debido al tamaño del área de imágenes. Combinado con lentes de gran apertura y otros equipos y técnicas, esto permite fotografías con alta calidad en lugares muy oscuros.
BSI-CMOS es otro tipo de sensor CMOS que está ingresando gradualmente en el segmento de cámara compacta que es superior a los sensores CCD tradicionales. Las cámaras con sensores pequeños como: Sony Cyber-shot DSC-RX100, Nikon 1 J2 y Canon PowerShot G1X ofrecen buenas imágenes hasta un ISO 400.

## Fotografía a la luz de la luna
La fotografía a la luz de la luna es la captura de escenas nocturnas únicamente (o mayormente) iluminadas por la luz de la luna. La Luna tiene un albedo efectivo de aproximadamente 0.12, comparable al hormigón asfáltico desgastado. Dado que la Luna es esencialmente un cuerpo oscuro a la luz solar directa, la fotografía de su superficie necesita una exposición comparable a la que usaría un fotógrafo para superficies ordinarias de brillo medio (edificios, árboles, caras, etc.) con un cielo nublado.
La luz solar reflejada desde la Luna llena hacia la Tierra es aproximadamente 1/250,000 del brillo de la luz solar directa durante el día. Dado que log2(250,000) = 17.93..., la fotografía de luna llena requiere 18 pasos más de exposición que la fotografía de la luz diurna, para lo cual se suele aplicar la regla 16/f.

### Fracaso de reciprocidad
Imagine una exposición directamente iluminada por el sol de una 1/100 (centésima) de segundo a una ISO de 100 y un f/16 (regla 16/f). Si quisiésemos agregar 18 paradas, para convertir del Sol a la Luna, podríamos resultar en una velocidad de obturación de 8 segundos a ISO 400 y f/2, es decir, +10 paradas de tiempo, +2 paradas de ISO, +6 paradas de apertura (total +18). Sin embargo, en la mayoría de las películas químicas, dicha exposición resultaría demasiado oscura. Esto se debe a que la película no se expone en proporción lineal a la luz que absorbe, un efecto llamado falla de reciprocidad. A niveles de luz tan tenues como la luz de la luna, necesita más luz de lo que sugeriría una extrapolación lineal de los valores de la luz del día.
Por ejemplo, las pruebas muestran que una Kodak Portra necesita 1 parada adicional para una exposición nominal de 8 segundos, por lo que en este caso necesitaría 16 segundos.
A la práctica, la fotografía a la luz de la luna a menudo utiliza exposiciones de varios minutos. Las cámaras digitales generalmente tienen menos fallas de reciprocidad, pero muestran ruido en la imagen con poca luz.

## Ejemplos

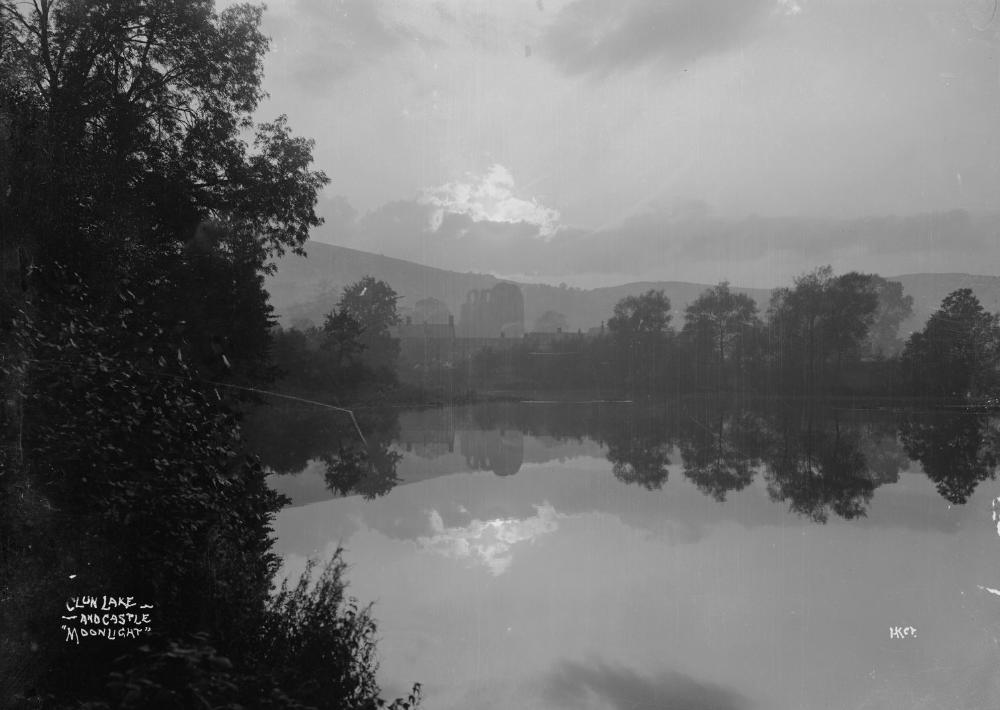
Lago Clun y castillo a la luz de la luna, años 1920
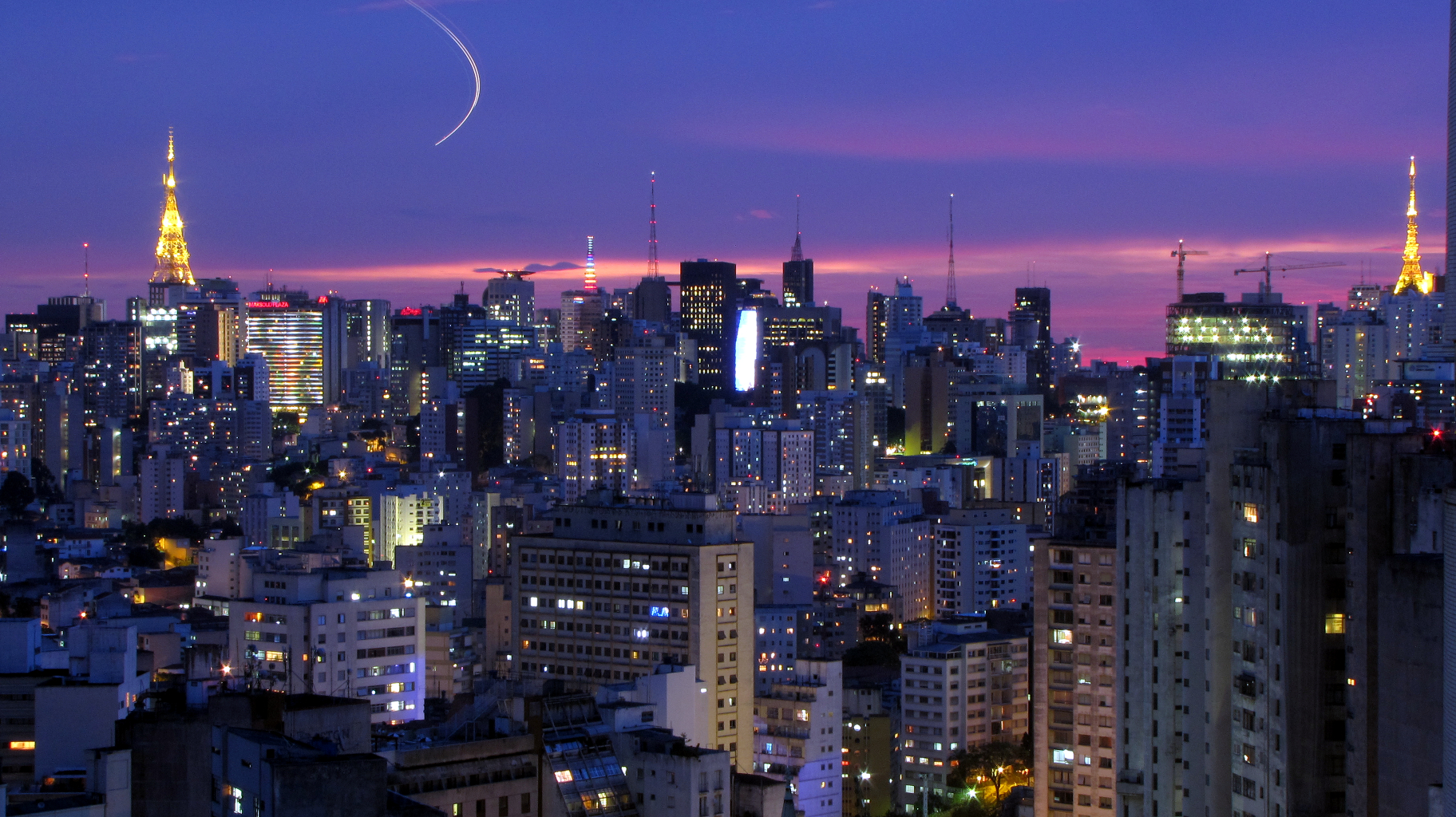
São Paulo, Brasil
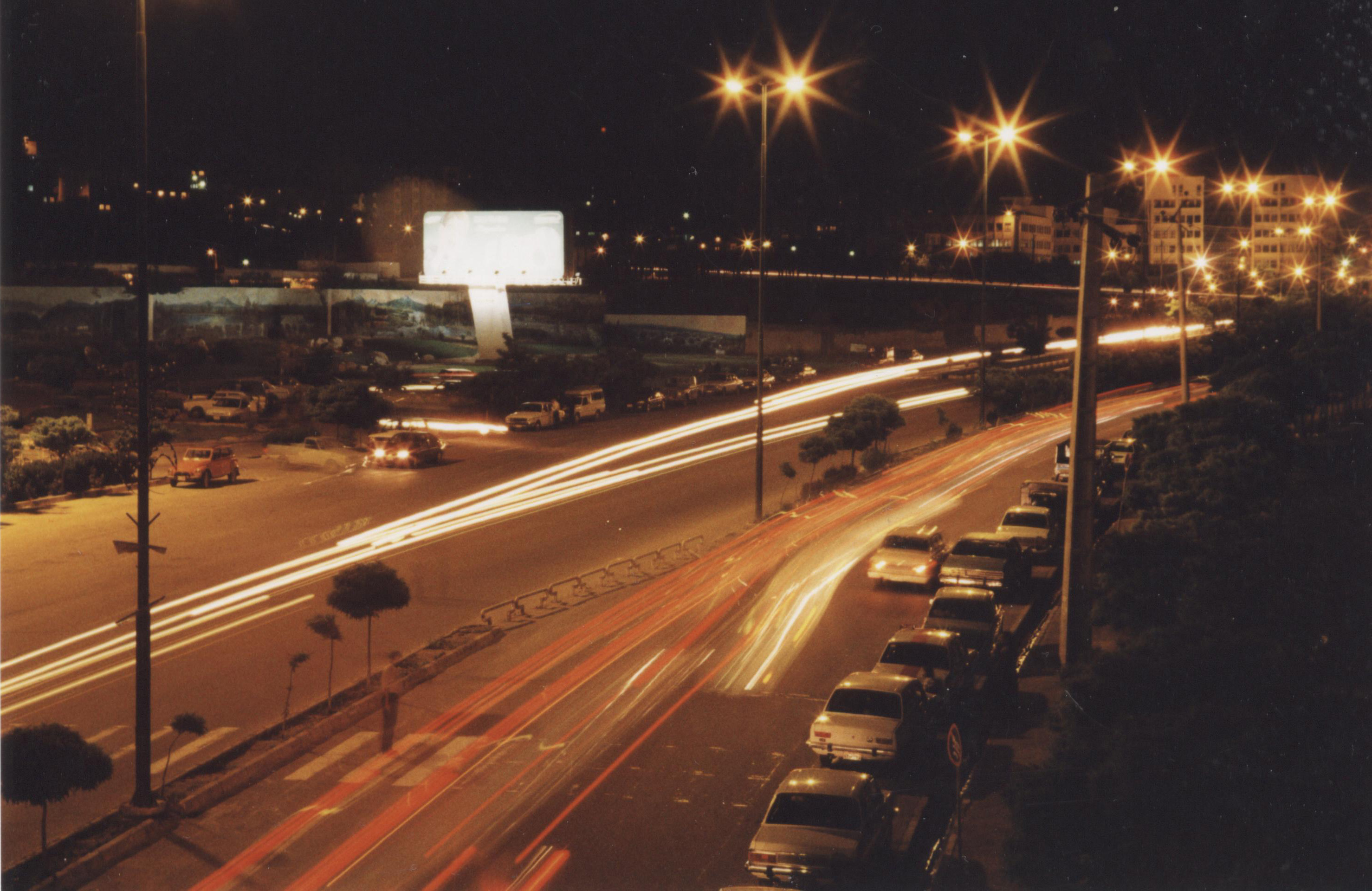
Bulevar Chay Kenar en Tabriz, Irán
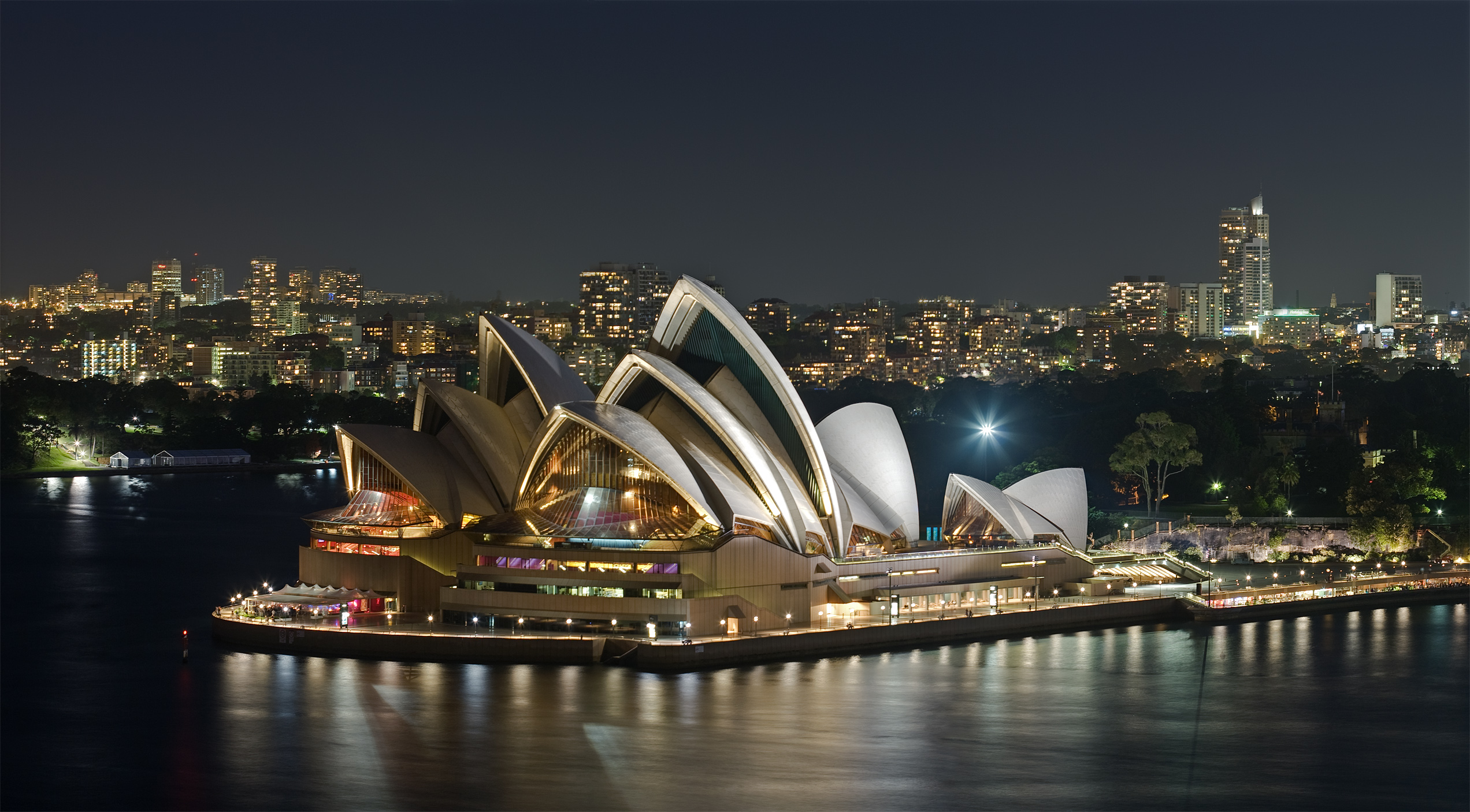
Una exposición mezclada imagen nocturna de la Ópera de Sidney
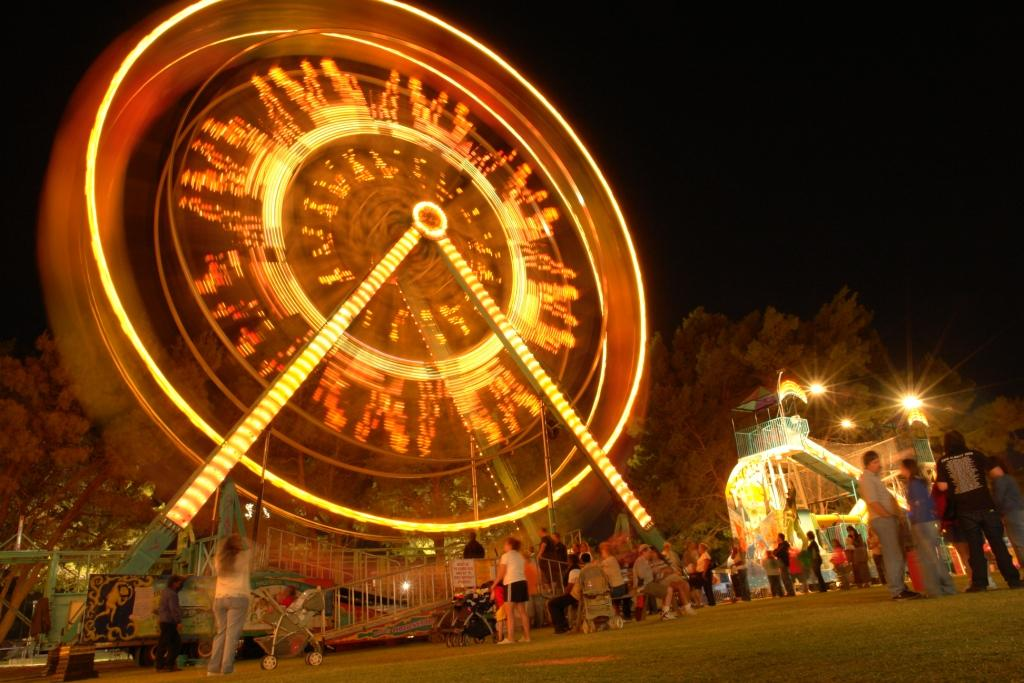
Noria.
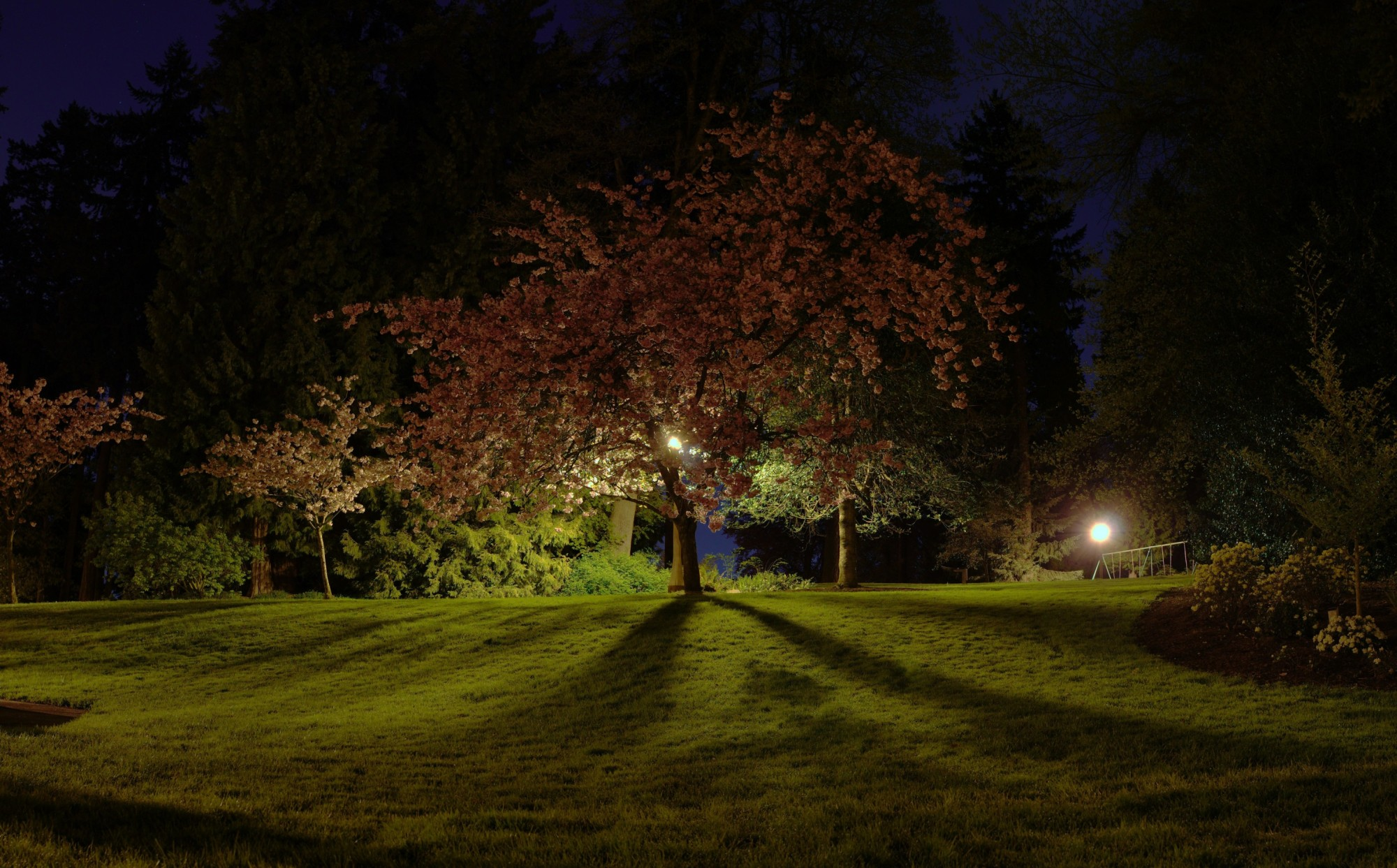
Panorama de cuatro imágenes del Parque Washington de Portland, exposiciones de 30 segundos cada una.
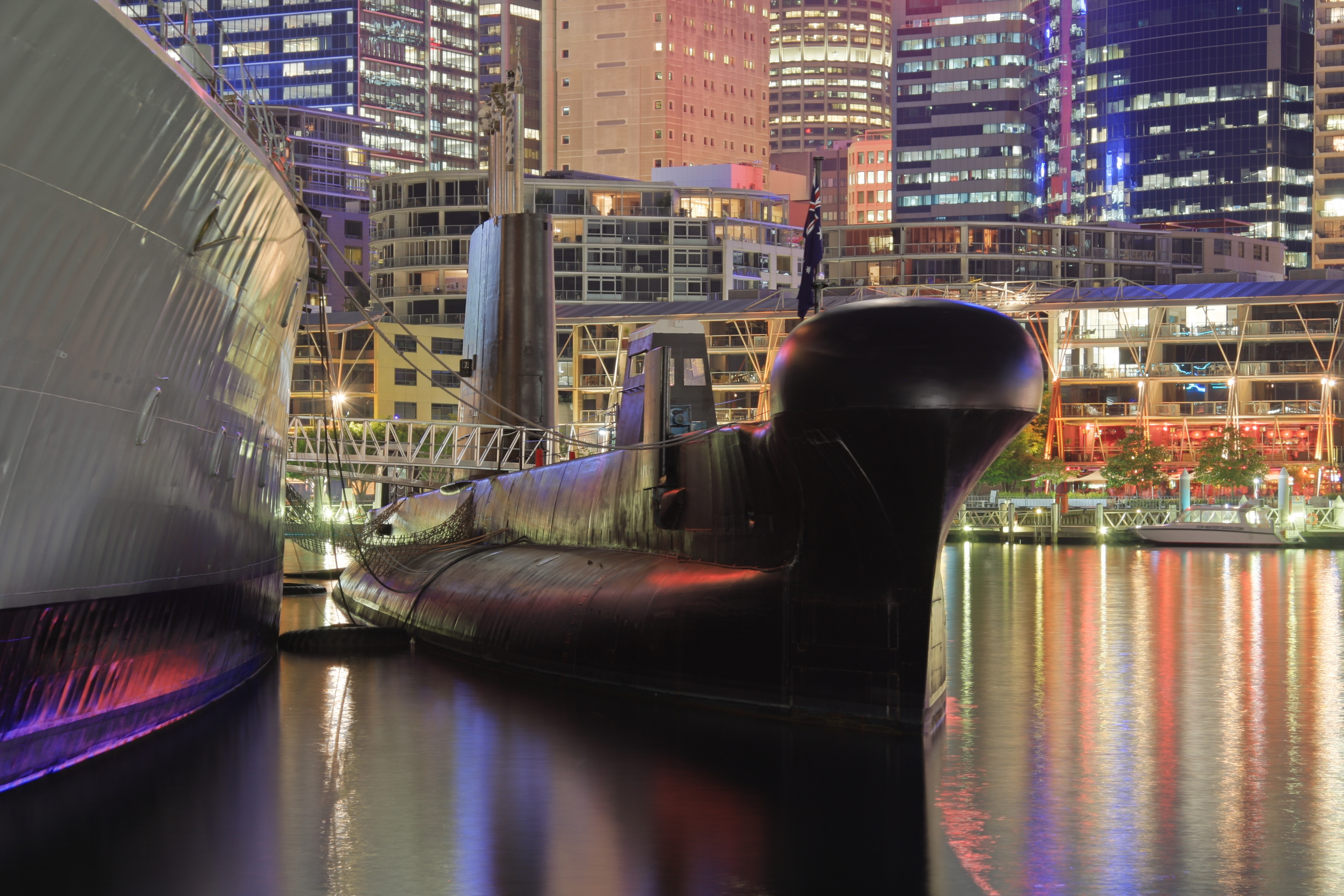
Una imagen combinada de exposición que consta de exposiciones de 30, 2.5 y 10 segundos
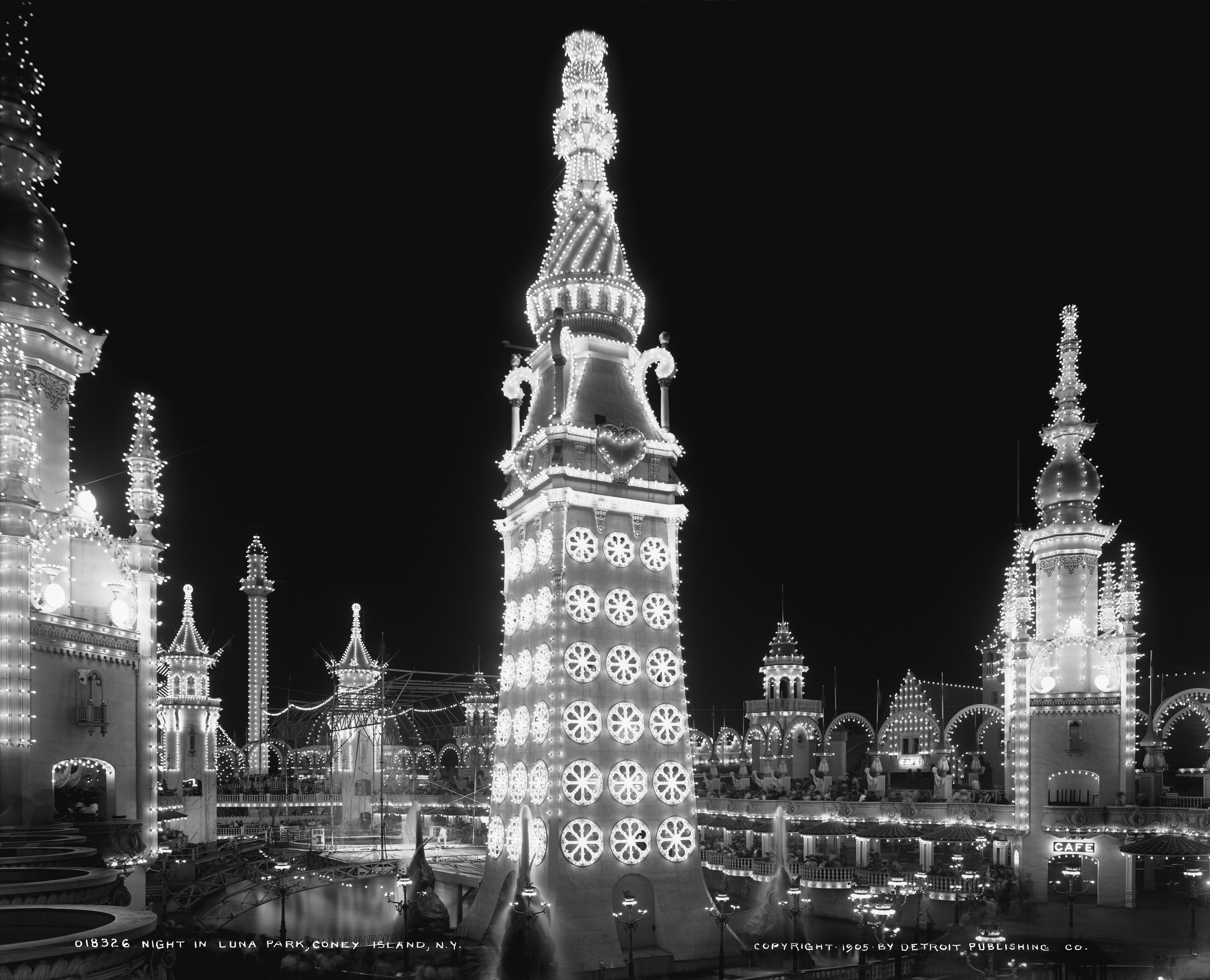
Fotografía nocturna del Luna Park, Coney Island, EEUU. De la colección Detroit Publishing Co., 1905.

## Publicaciones
Esta sección incluye importantes fotógrafos nocturnos que han publicado fotolibros dedicados a la fotografía nocturna y algunas de sus obras seleccionadas:
- Brassaï
  - Paris de Nuit, Arts et metiers graphiques, 1932.
- Harold Burdekin y John Morrison
  - London Night, Collins, 1934.
- Jeff Brouws
  - Inside the Live Reptile Tent, Chronicle Books, 2001. ISBN 0-8118-2824-7
- Alan Delaney
  - London After Dark, Phaidon Press, 1993. ISBN 0-7148-2870-X
- Paul Zizka.
  - The Canadian Rockies: Rediscovered. Fotografías de Paul Zizka. ISBN 9781771602310.
- Neil Folberg
  - Celestial Nights, Aperture Foundation, 2001. ISBN 0-89381-945-X
- Karekin Goekjian
  - Light After Dark, Lucinne, Inc. ASIN B0006QOVCG
- Todd Hido
  - Outskirts, Nazraeli Press, 2002. ISBN 1-59005-028-2
- Peter Hujar
  - Night, Matthew Marks Gallery/Fraenkel Gallery, 2005. ISBN 1-880146-45-2
- Rolfe Horn
  - 28 Photographs, Nazraeli Press. ISBN 1-59005-122-X
- Lance Keimig
  - Night Photography, Finding Your Way In The Dark, Focal Press, 2010. ISBN 978-0-240-81258-8
- Brian Kelly
  - Grand Rapids:  Night After Night, Glass Eye, 2001. ISBN 0-9701293-0-0
- Michael Kenna
  - The Rouge, RAM Publications, 1995. ISBN 0-9630785-1-8
  - Night Work, Nazraeli Press, 2000. ISBN 3-923922-83-3
- William Lesch
  - Expansions, RAM Publications, 1992. ISBN 4-8457-0667-9
- O. Winston Link
  - The Last Steam Railroad in America, Harry Abrams, 1995. ISBN 0-8109-3575-9
- Tom Paiva
  - Industrial Night, The Image Room, 2002. ISBN 0-9716928-0-7
- Troya Paiva
  - Night Vision: The Art of Urban Exploration, Chronicle Books, 2008. ISBN 0-8118-6338-7
  - Lost America: The Abandoned Roadside West, MBI Publishing, 2003. ISBN 0-7603-1490-X
- Andrew Sanderson
  - Night Photography, Amphoto Books. ISBN 0-8174-5007-6
- Bill Schwab
  - Bill Schwab:  Photographs, North Light Press, 1999. ISBN 0-9765193-0-5
  - Gathering Calm, North Light Press, 2005. ISBN 0-9765193-2-1
- Jan Staller
  - Frontier New York, Hudson Hills Press, 1988. ISBN 1-55595-009-4[5]
- Zabrina Tipton
  - At Night in San Francisco, San Francisco Guild of the Arts Press, 2006. ISBN 1-4243-1882-3
- Giovanna Tucker
  - "How to Night Photography", 2011. ISBN 978-1-4657-4423-4
- Nora Vrublevska y Dan Squires
  - "Cambridge at Night", 2013. ISBN 978-1-935489-27-6
- Volkmar Wentzel
  - Washington by Night, Fulcrum Publishing, 1998. ISBN 978-1-55591-410-3